# György Bessenyei
György Bessenyei (* 1747, Tiszabercel – 24. únor 1811, Pusztakovácsi) byl maďarský spisovatel, filosof a dramatik.
Bessenyei byl iniciátor a vedoucí postava maďarské osvícenské literatury. Jeho dílo je prologem k novodobé maďarské literatuře.